# Espèce ubiquiste
Une espèce est qualifiée d'ubiquiste ou encore ubiquitaire lorsqu'elle se maintient dans plusieurs biotopes tout en occupant des niches écologiques (très) variées, éventuellement avec une distribution géographique étendue,,. En écologie, l'inféodation est le caractère opposé à l'ubiquisme.
Ainsi on considère que les staphylocoques (des bactéries) sont ubiquitaires du fait de leurs capacités à se maintenir tant comme flore bactérienne commensale chez de nombreux individus, que comme flore saprophyte dans les sols. Au contraire, les polychètes ont une vaste distribution géographique mais chaque espèce occupe une niche écologique qui lui est propre, souvent dans un biotope précis : on parle de répartition cosmopolite et d'endémisme. À l'échelle du paysage, les espèces multi-habitat ont besoin de différents types d'habitats pour compléter leur cycle de vie. L'ensemble de ces habitats doit être disponible dans un rayon qui soit compatible avec les capacités de déplacement de l'espèce.

## Ubiquisme ou opportunisme?
Il ne faut pas confondre ubiquisme et opportunisme :
- l'ubiquisme qualifie la capacité d'une espèce à endosser des rôles écologiques variés de façon constante sinon basale (ex : la perche commune est présente en Europe dans de nombreux biotopes où elle occupe une large variété de niches écologiques, de prédateur à détritivore[5]) ;
- l'opportunisme qualifie l'effet souvent circonstanciel ou du moins occasionnel d'une espèce dans un contexte particulier (ex : Proteus vulgaris est un pathogène opportuniste[6] rencontré lors d'infection urinaire).